# Putting One Over on Ignatz
Putting One Over on Ignatz è un cortometraggio muto del 1917 scritto e diretto da Leslie T. Peacocke. Prodotto dalla Victor Film Company, aveva come interpreti Walter Belasco, Alida Newman, Peggy Custer, Al McKinnon, Eugene Walsh.

## Produzione
Il film fu prodotto dalla Victor Film Company.

## Distribuzione
Distribuito dall'Universal Film Manufacturing Company, il film - un cortometraggio in una bobina - uscì nelle sale cinematografiche degli Stati Uniti il 18 gennaio 1917.